# East Drayton
East Drayton – wieś w Anglii, w hrabstwie Nottinghamshire, w dystrykcie Bassetlaw. Leży 40 km na północny wschód od miasta Nottingham i 201 km na północ od Londynu. Miejscowość liczy 212 mieszkańców.